# سام روجرز
سام روجرز (بالإنجليزية: Sam Rogers)‏ (17 مايو 1999 في الولايات المتحدة - ) هو لاعب كرة قدم أمريكي في مركز الدفاع. لعب مع سياتل ساوندرز.

## وصلات خارجية
- سام روجرز على موقع اتحاد النرويج (النرويجية)
- سام روجرز على موقع الدوري الأمريكي (الإنجليزية)
- سام روجرز على موقع إي إس بي إن إف سي (الإنجليزية)
- سام روجرز على موقع قاعدة بيانات كرة القدم.إي يو (الإنجليزية)
- سام روجرز على موقع ناشيونال فوتبول تيمز (الإنجليزية)
- سام روجرز على موقع Soccerway.com (الإنجليزية)
- سام روجرز على موقع عالم كرة القدم.نت (الإنجليزية)